# Châtillon-Coligny
Châtillon-Coligny település Franciaországban, Loiret megyében. Lakosainak száma 1858 fő (2022. január 1.). Châtillon-Coligny La Chapelle-sur-Aveyron, Aillant-sur-Milleron, Dammarie-sur-Loing, Montbouy, Sainte-Geneviève-des-Bois és Saint-Maurice-sur-Aveyron községekkel határos.

## Népesség
A település népességének változása:
| Lakosok száma | 1815 | 1767 | 1903 | 1888 | 1949 | 1911 | 1889 | 1874 | 1869 | 1858 |
|               | 1968 | 1982 | 1990 | 2006 | 2013 | 2015 | 2017 | 2019 | 2020 | 2022 |